# Edward Simbalist
Edward E. Simbalist (5 septembre 1943 - 12 mars 2005) était un auteur de jeux de rôle, les plus connus étant Chivalry and Sorcery et Space Opera. Il était canadien et vivait à Edmonton où il était enseignant à l'école publique Edith Rodgers.